# Aisha Praught-Leer
Aisha Praught-Leer (Moline, 14 dicembre 1989) è una siepista e mezzofondista giamaicana con cittadinanza statunitense.

## Biografia
Praught è nata in Illinois, dove ha vissuto con la madre e il suo compagno e dove più tardi si affilierà alla squadra collegiale dell'Università statale dell'Illinois. Suo padre biologico ha origini giamaicane, motivo per cui Praught decide - dopo averlo incontrato in Germania nel 2015 - di rappresentare nelle competizioni internazionali lo stato caraibico anziché gli Stati Uniti. Nel 2016 è convolata a nozze con il corridore di cross Will Leer, da cui prende il secondo cognome nelle manifestazioni sportive.
Nel 2015, partecipa alla sua prima edizione dei Mondiali, nonché prima manifestazione internazionale, gareggiando nei 3 000 metri siepi e venendo squalificata in batteria. Ha raggiunto lo standard per poter prendere parte ai Giochi olimpici di Rio de Janeiro 2016, dove è arrivata quattordicesima in finale. Nel 2018 ha vinto la medaglia d'oro ai Giochi del Commonwealth in Australia, prima medaglia d'oro nei 3 000 metri siepi per la Giamaica dal 1994; mentre l'anno seguente si è classificata seconda nei 1 500 metri piani ai Giochi panamericani in Perù.
È detentrice di alcuni record nazionali nel mezzofondo.

## Palmarès
| Anno                             | Manifestazione          | Sede           | Evento       | Risultato | Prestazione | Note |
| -------------------------------- | ----------------------- | -------------- | ------------ | --------- | ----------- | ---- |
| In rappresentanza della Giamaica |                         |                |              |           |             |      |
| 2015                             | Mondiali                | Pechino        | 3000 m siepi | Batteria  | dq          |      |
| 2016                             | Giochi olimpici         | Rio de Janeiro | 3000 m siepi | 14ª       | 9'34"20     |      |
| 2017                             | Mondiali                | Londra         | 3000 m siepi | Finale    | dq          |      |
| 2018                             | Mondiali indoor         | Birmingham     | 1500 m piani | 6ª        | 4'12"86     |      |
| 2018                             | Giochi del Commonwealth | Gold Coast     | 3000 m siepi | Oro       | 9'21"00     |      |
| 2019                             | Giochi panamericani     | Lima           | 1500 m piani | Argento   | 4'08"26     |      |
| 2019                             | Mondiali                | Doha           | 1500 m piani | Batteria  | 4'09"81     |      |
| 2021                             | Giochi olimpici         | Tokyo          | 1500 m piani | Batteria  | 4'15"31     |      |
| 2023                             | Giochi panamericani     | Santiago       | 5000 m piani | 6ª        | 16'23"06    |      |

## Altre competizioni internazionali
2018
- 5ª in Coppa continentale ( Ostrava), 3000 m siepi - 9'48"69